# Sergiño Dest
Sergiño Gianni Dest (Almere, 3 de novembro de 2000) é um futebolista norte-americano nascido na Holanda que atua como lateral-direito e lateral-esquerdo. Atualmente joga no PSV Eindhoven.
Nascido nos Países Baixos, filho de mãe neerlandesa, Dest representa a Seleção dos Estados Unidos desde 2019 por ter um pai norte-americano.

## Carreira

### Início
Dest jogou nas categorias de base do Almere City até 2012, quando transferiu-se para a base do Ajax. Depois de progredir nas fileiras do clube, ele estreou no Jong Ajax em 15 de outubro de 2018, numa derrota de 2 a 1 para o Jong PSV. Dest impressionou ao longo da temporada 2018–19, atuando em 17 partidas na Eerste Divisie neerlandesa, marcando um gol e dando duas assistências. Ele também marcou um gol e deu uma assistência em sete jogos na prestigiada Liga Jovem da UEFA.
No dia 27 de julho de 2019, disputou seu primeiro jogo oficial pelo Ajax quando foi titular contra o PSV Eindhoven, em clássico válido pela Supercopa dos Países Baixos. O Ajax venceu por 2 a 0 e conquistou o título. Já no dia 10 de agosto, Dest estreou na Eredivisie contra o Emmen, saindo do banco de reservas e substituindo Noussair Mazraoui aos 54 minutos. O Ajax acabou goleando em casa por 5 a 0.

### Barcelona
Foi oficializado como novo reforço do Barcelona no dia 1 de outubro de 2020, assinando um contrato válido por cinco temporadas. O valor pago pelo clube espanhol foi de 20 milhões de euros. Dest recebeu a camisa 2 e foi apresentado no Camp Nou.
Fora dos planos de Xavi para temporada 2022/23 foi emprestado, assim em duas temporadas na equipe da Catalunha, fez 72 jogos, alternando muito entre o time titular e o banco de reservas. Ao todo, foram três gols e cinco assistências.

### Milan
O Milan anunciou em 1 de setembro de 2022, a contratação de Sergiño Dest, de 21 anos, por empréstimo de uma temporada, até junho de 2023. Ao final da temporada, o clube rubro-negro terá a opção de compra junto ao Barcelona pela valor de 20 milhões de euros (R$ 103 milhões) por mais quatro épocas, até junho de 2027.
Ele fez sua estreia pelo Milan poucos dias após sua transferência, no empate em 1 a 1 na Liga dos Campeões da UEFA contra o RB Salzburg, quando entrou como substituto de Davide Calabria.[carece de fontes?] Ele debutou na Serie A em 17 de setembro, em partida contra o Napoli. Ele entrou na partida no intervalo, substituindo novamente Davide Calabria.

### PSV Eindhoven
Na temporada 2023-24, Dest foi novamente emprestado, desta vez ao PSV Eindhoven, que também teve a opção de adquiri-lo. Em 22 de agosto de 2023, O técnico do PSV, Peter Bosz, surpreendeu e colocou Sergiño Dest em jogo de qualificação para a UEFA Champions League como titular contra os Rangers. Ele fez apenas um treino com a equipe e já estreou com um empate por 2 a 2 .
Dest encerrou a temporada 2023-24 com dois gols e conseguiu seis assistências em 25 partidas do campeonato Holandês.
Em 29 de junho de 2024, Barcelona e PSV anunciaram acordo de permanência  em definitivo de Sergiño Dest no clube holandês. O novo contrato será válido até 2028.

## Seleção Nacional
Dest nasceu nos Países Baixos, de pai suriname-americano e mãe neerlandesa, mas representou apenas os Estados Unidos nas categorias de base e em nível internacional completo. Ele representou a categoria Sub-17 dos Estados Unidos na Copa do Mundo FIFA de 2017 e o Sub-20 na Copa do Mundo FIFA de 2019, onde disputou quatro partidas.
Dest estreou na equipe sênior dos EUA em 6 de setembro de 2019, iniciando e jogando 68 minutos em uma derrota amistosa por 3 a 0 contra o México. O lateral escolheu comprometer seu futuro internacional para os Estados Unidos em nível sênior em 28 de outubro de 2019.

## Títulos
Ajax
- Supercopa dos Países Baixos: 2019[2]

Barcelona
- Copa do Rei: 2020–21[carece de fontes?]

PSV Eindhoven
- Eredivisie: 2023–24, 2024–25[carece de fontes?]
- Supercopa dos Países Baixos: 2025[18]

Estados Unidos
- Liga das Nações da CONCACAF:2019–20 e 2023–24[carece de fontes?]